# Ágata (mineral)
El ágata no es un mineral específico, sino un conjunto de variedades microcristalinas del cuarzo (sílice). En realidad, son variedades de calcedonia que presentan bandas de varios colores poco contrastados. La diferencia de colores aparece porque en cada zona la estructura y el número de inclusiones en la calcedonia varía, con lo que cambian sus propiedades.
El ágata se encuentra en rocas volcánicas cuyo tamaño puede variar desde milímetros a varios metros. Se caracteriza por presentar una serie de bandas concéntricas de colores similares, opacos y translúcidos, que recuerdan el corte de un tronco de árbol en sentido circular. Puede adoptar diversas formas y presentarse en muchas variedades. Es una roca dura y resistente a los reactivos químicos.
Existen algunas variedades, que en realidad son calcedonias con distintas inclusiones, como ágata dendrítica (también llamada ágata musgosa o piedra mocha), ágata de paisaje, ónix u ónice, ágata de fuego, sardónix o sardónica, ónix negro, ágata azul acebo, entre otras. Reciben estos nombres por los colores y dibujos que forman sus bandas.
Los yacimientos más importantes de ágatas se encuentran en Estados Unidos, Brasil, departamento de Artigas en Uruguay, Argentina, India y Madagascar.

## Formación
Las ágatas se forman en rocas preexistentes, lo que dificulta la determinación de su edad.
Es común que se formen como nódulos dentro de las vesículas que los  gases han dejado en las rocas volcánicas. También hay ágatas formadas en cavidades de rocas sedimentarias. Los fluidos ricos en sílice rellenan las cavidades y una a una las capas se van depositando en su interior. La primera capa depositada sobre las paredes de la cavidad se conoce como capa de imprimación. Las variaciones en la solución o en las condiciones de deposición son la causa de las diferencias en las capas, tanto en color, como en estructura: la calcedonia a menudo se alternan con cuarzo cristalino.

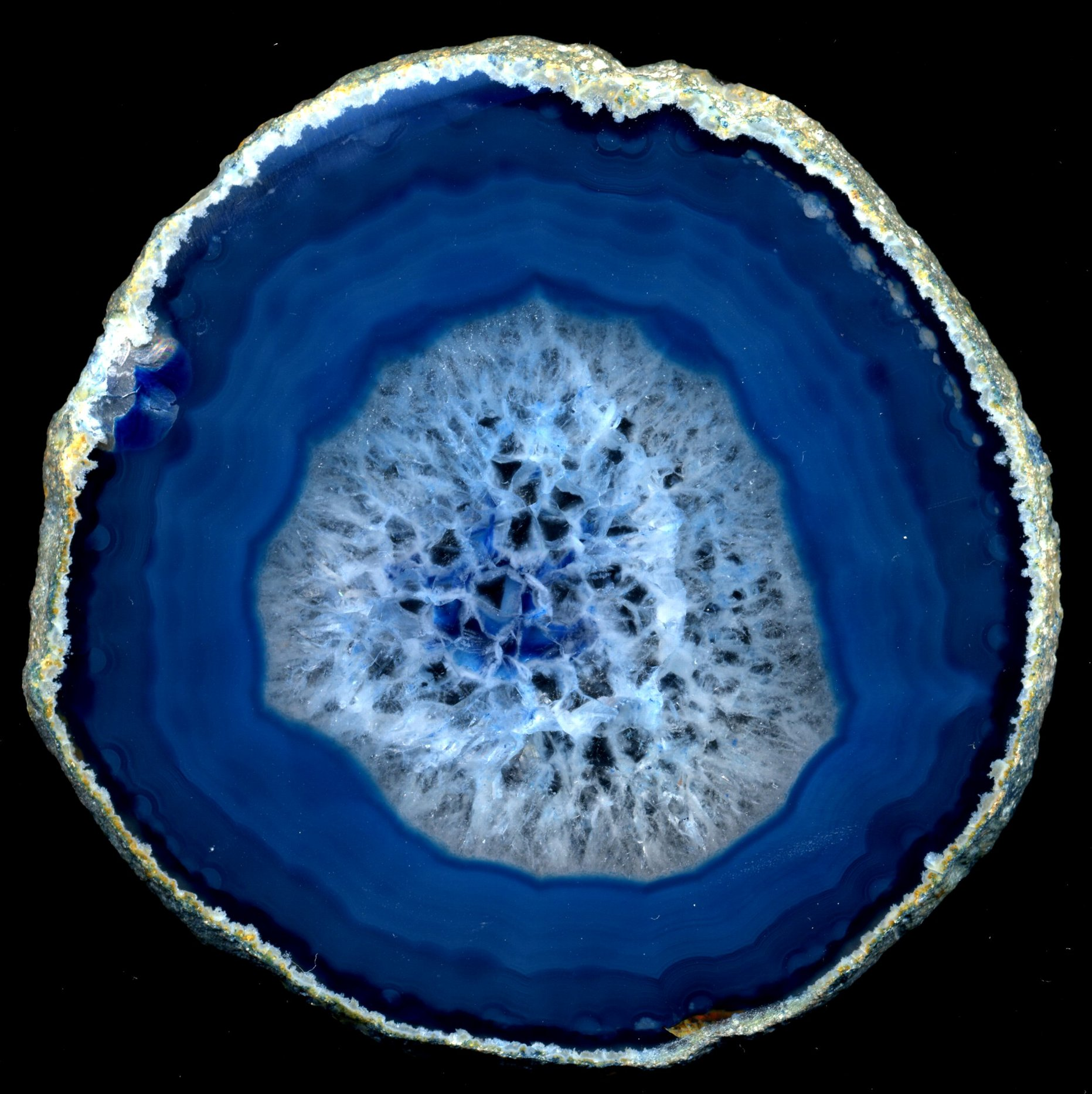
Sección teñida de una geoda de ágata.

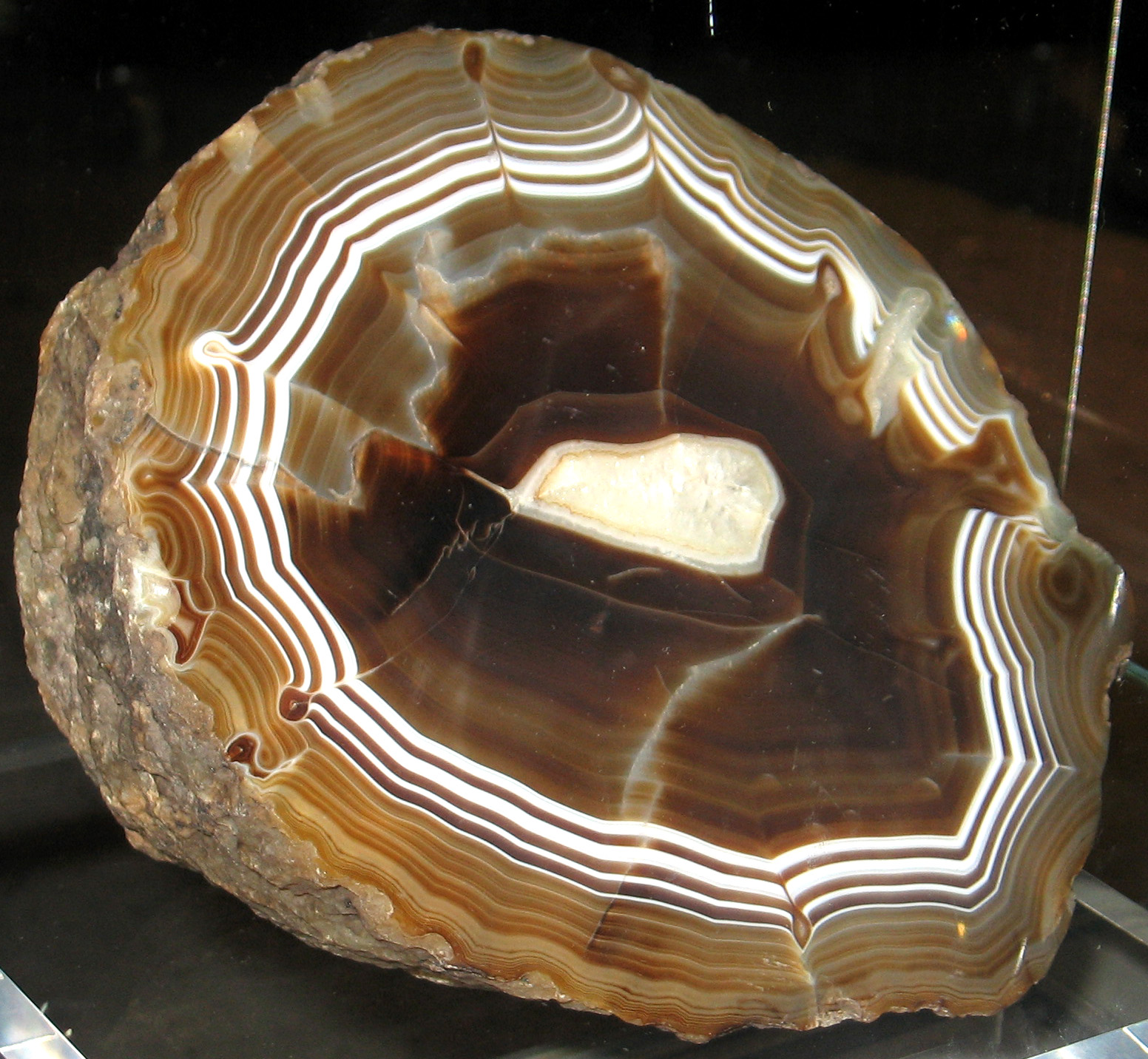
Ágata brasileña.

Muchas ágatas son huecas, ya que a menudo no se deposita la cantidad suficiente de solución silícea como para llenar toda la cavidad. En estos casos, la última deposición suele ser cuarzo o amatista, y se produce de forma tal que los cristales apuntan al interior del hueco. Se dice entonces que se ha formado una geoda.
Cuando la roca que la contiene se desintegra, el ágata, que es extremadamente resistente a la erosión, permanece como gravilla en la tierra o en las orillas de los ríos.

## Etimología e historia
El nombre "ágata" proviene del río Achates, actualmente río Dirillo, al sur de Sicilia, en Italia, donde se dice que se encontró la primera de estas piedras.
El ágata fue muy venerada por los antiguos y se la consideraba como la piedra de la ciencia. Se creía que el ágata de la India era el mejor remedio para las enfermedades de los ojos, y que el ágata egipcia era muy efectiva contra las mordeduras de arañas y picaduras de escorpiones.
Las ágatas de Aleppo, en Arabia, recibieron el nombre de “ágatas de ojo”, debido a que parecían pupilas rodeadas del iris. Eran muy estimadas y se usaban como ojos en las imágenes de los dioses. También se han encontrado en las cuencas oculares de las momias del viejo Egipto.
En la cultura árabe las ágatas también son piedras muy preciadas. Según la tradición, un anillo de ágata, por ejemplo, protege a su portador de ciertos percances y le garantiza la longevidad, entre otros beneficios.
A menudo, para comercializarlas, las ágatas se tiñen para resaltar el dibujo que forman sus bandas. De esta manera, se obtienen colores mucho más vivos.

## Aplicaciones artísticas
El ágata, y las variedades de que es tipo, han suministrado las piedras duras más adecuadas para el grabado. Uno de los más notables y al mismo tiempo una de las mayores piedras de esta especie representa a Alejandro Magno. La cabeza tiene un relieve muy particular y la piedra está montada en un magnífico engarce de oro esmaltado.
Otra figura en ágata calcedonia representa el toro dionisíaco, el cuerpo ceñido con una guirnalda de hiedra, la cabeza baja y el tirso a sus pies. Arriba, en el campo, se lee la firma del famoso grabador Hillo. Célebre por la belleza de su trabajo, este camafeo es uno de los monumentos de primer orden que nos ha legado la antigüedad.
Como muestra de grabado moderno en cornalina se puede citar la piedra célebre conocida como sello de Miguel Ángel. En el mismo sátiros y bacantes de ambos sexos celebran al dios del vino: unos beben, otros escancian, otros llevan canastillos llenos de uvas. Dos genios alados tienden un velo que atan a troncos de vid. En medio de la composición se distingue la cabeza de un caballo. A la izquierda se ve un grupo de dos mujeres cargando una a otra una canasta a la cabeza. En el exergo, un bello paisaje representa un río encauzado entre dos colinas y un hombre sentado a la margen de este río está pescando a la caña. 
Miguel Ángel pintó al fresco en la Capilla Sixtina una Judit entregando a su sirvienta la cabeza de Holofernes. El grabador se inspiró en la obra de Miguel Ángel y el grabado, por tanto, es posterior a este ilustre artista.

## Aplicaciones industriales
Industrialmente se utiliza principalmente para realizar ornamentos de distintos tipos: pines, broches, pisapapeles, etcétera.  Además, debido a su dureza y resistencia a los ácidos se utiliza en la realización de morteros destinados a la mezcla de reactivos químicos. Debido a sus características físicas también es óptimo para el acabado de materiales de cuero.